# یول‌کوناک (صندوق‌لی)
یول‌کوناک (به ترکی استانبولی: Yolkonak) یک منطقهٔ مسکونی در ترکیه است که در صندوق‌لی واقع شده‌است.